# Majesty: The Fantasy Kingdom Sim
Majesty: The Fantasy Kingdom Sim is een videospel voor meerdere platforms, waaronder Linux. Het spel werd uitgebracht in 2000.